# When the Rain Begins to Fall
Singles par Jermaine Jackson
Sweetest Sweetest
(1984) Do What You Do (en)
(1984)
Singles par Pia Zadora
The Clapping Song
(1983) Let's Dance Tonight
(1985)
When the Rain Begins to Fall est une chanson enregistrée en duo par les chanteurs américains Jermaine Jackson et Pia Zadora, sortie en single le 25 septembre 1984. La chanson a été réalisée pour le film Rock Aliens (Voyage of the Rock Aliens) dans lequel Zadora joue un rôle prépondérant. Elle est par la suite incluse dans l'album Dynamite de Jermaine Jackson.
Avant de sortir aux États-Unis, en janvier 1985, When the Rain Begins to Fall s'est classée numéro un dans plusieurs pays européens, dont la France, l'Allemagne, la Belgique, la Suisse et les Pays-Bas. La chanson ne réussit pas à capitaliser sur son succès européen aux États-Unis et dans les autres pays anglophones, mais elle est mieux accueillie dans le hit-parade américain de dance, atteignant la 22e place. Cette chanson est pour Jermaine Jackson l'un de ses plus grands succès de sa carrière musicale.

## Clip vidéo
Dans le clip vidéo, les paroles de la chanson sont sous-titrées en français. Le clip a été tourné dans la ville côtière italienne de Sperlonga.
L'intrigue de la vidéo commence avec un gang de motards et celui de Jermaine Jackson. Lorsque les deux bandes se rencontrent, Jackson débute la chanson. Lorsque les bandes se retrouvent dans un bar, c'est au tour de Pia Zadora de commencer son couplet. Les deux bandes disparaissent du bar. Plus tard, Zadora et Jackson se retrouvent tous les deux mais sont capturés un peu plus tard dans les bois. Après une grande bagarre entre les deux bandes, c'est le gang de Zadora qui fuit. Le clip, réalisé par Bob Giraldi, est intégralement repris dans le film Rock Aliens.

## Liste des pistes
| A. | When the Rain Begins to Fall         | Peggy March, Michael Bradley, Steve Wittmack | 4:06 |
| B. | Follow My Heartbeat (par Pia Zadora) | Jack White, Marc Spyro                       | 4:22 |

| A.  | When the Rain Begins to Fall (extended version)                                               | Michael Bradley, Peggy March, Steve Wittmack | 6:07 |
| B1. | Follow My Heartbeat (par Pia Zadora)                                                          | Jack White, Marc Spyro                       | 4:22 |
| B2. | Escape from the Planet of the Ant Men (Jermaine Jackson feat. Tito Jackson and Randy Jackson) | David Batteau, Don Freeman                   | 5:04 |

## Crédits
Crédits provenant du livret de l'album Dynamite.
- Jermaine Jackson – chant
- Pia Zadora – chant (duo)
- Jack White – producteur
- Michael Bradley, Peggy March, Steve Wittmack – paroles, musique

## Classements et certifications
| Classement (1984-1985)                 | Meilleure position |
| -------------------------------------- | ------------------ |
| Allemagne de l'Ouest (Media Control)   | 1                  |
| Australie (Kent Music Report)          | 63                 |
| Autriche (Ö3 Austria Top 40)           | 2                  |
| Belgique (Flandre Ultratop 50 Singles) | 1                  |
| Canada (Top Singles)                   | 42                 |
| Espagne (AFYVE)                        | 10                 |
| États-Unis (Hot 100)                   | 54                 |
| États-Unis (Dance Club Songs)          | 22                 |
| États-Unis (Hot Black Singles)         | 61                 |
| États-Unis (Cash Box Top 100)          | 48                 |
| Europe (European Top 100 Singles)      | 3                  |
| Finlande (Suomen virallinen lista)     | 10                 |
| France (SNEP)                          | 1                  |
| Israël (IBA)                           | 6                  |
| Italie (Musica e dischi)               | 5                  |
| Nouvelle-Zélande (RMNZ)                | 15                 |
| Pays-Bas (Nederlandse Top 40)          | 1                  |
| Pays-Bas (Nationale Hitparade)         | 1                  |
| Royaume-Uni (UK Singles Chart)         | 68                 |
| Suisse (Schweizer Hitparade)           | 1                  |

| Classement (1984)                    | Position |
| ------------------------------------ | -------- |
| Allemagne de l'Ouest (Media Control) | 55       |
| Belgique (Flandre Ultratop 50)       | 18       |
| France (SNEP)                        | 4        |
| Pays-Bas (Nederlandse Top 40)        | 18       |
| Pays-Bas (Nationale Hitparade)       | 6        |

| Classement (1985)                    | Position |
| ------------------------------------ | -------- |
| Allemagne de l'Ouest (Media Control) | 36       |
| Belgique (Flandre Ultratop 50)       | 98       |
| Italie (Musica e dischi)             | 50       |

### Certifications
| Région                                                               | Certification | Ventes/Streams |
| -------------------------------------------------------------------- | ------------- | -------------- |
| Allemagne (BVMI)                                                     | Or            | 250 000^       |
| France (SNEP)                                                        | Platine       | 1 000 000*     |
| Pays-Bas (NVPI)                                                      | Platine       | 100 000^       |
| *Ventes selon la certification ^Mise en rayon selon la certification |               |                |

## Dans la culture
Sauf indication contraire, les informations mentionnées dans cette section peuvent être confirmées par le générique de fin de l'œuvre audiovisuelle présentée ici, ainsi que par la base de données cinématographiques IMDb,  présente dans la section « Liens externes ».
- 2009 : Je vais te manquer - bande originale
- 2017 : Monsieur et Madame Adelman